# Pothos
Pothos är ett släkte av kallaväxter. Pothos ingår i familjen kallaväxter.

## Dottertaxa tillPothos, i alfabetisk ordning[1]
- Pothos armatus
- Pothos atropurpurascens
- Pothos barberianus
- Pothos beccarianus
- Pothos brassii
- Pothos brevistylus
- Pothos brevivaginatus
- Pothos chinensis
- Pothos clavatus
- Pothos crassipedunculatus
- Pothos curtisii
- Pothos cuspidatus
- Pothos cylindricus
- Pothos dolichophyllus
- Pothos dzui
- Pothos englerianus
- Pothos falcifolius
- Pothos gigantipes
- Pothos gracillimus
- Pothos grandis
- Pothos hellwigii
- Pothos hookeri
- Pothos inaequilaterus
- Pothos insignis
- Pothos junghuhnii
- Pothos keralensis
- Pothos kerrii
- Pothos kingii
- Pothos lancifolius
- Pothos laurifolius
- Pothos leptostachyus
- Pothos longipes
- Pothos longivaginatus
- Pothos luzonensis
- Pothos macrocephalus
- Pothos mirabilis
- Pothos motleyanus
- Pothos oliganthus
- Pothos ovatifolius
- Pothos oxyphyllus
- Pothos papuanus
- Pothos parvispadix
- Pothos philippinensis
- Pothos pilulifer
- Pothos polystachyus
- Pothos remotiflorus
- Pothos repens
- Pothos roxburghii
- Pothos salicifolius
- Pothos scandens
- Pothos tener
- Pothos thomsonianus
- Pothos touranensis
- Pothos versteegii
- Pothos volans
- Pothos zippelii